# GP Denain 1977
De 19e editie van de wielerwedstrijd GP Denain werd gehouden op 12 april 1977. De start en finish vonden plaats in Denain in het Franse Noorderdepartement. Op het podium stonden de Franse winnaar Robert Mintkiewicz en de Belgen Serge Van Daele en Albert Van Vlierberghe.

## Uitslag
| GP Denain 1977 |                        |                        |      |
| Plaats         | Naam                   | Ploeg                  | tijd |
| Winnaar        | Robert Mintkiewicz     | Gitane-Campagnolo      |      |
| 2              | Serge Van Daele        | Maes Pils-Mini Flat    |      |
| 3              | Albert Van Vlierberghe | Flandria-Velda-Latina  |      |
| 4              | André Dierickx         | Maes Pils-Mini Flat    |      |
| 5              | Willem Peeters         | IJsboerke-Colnago      |      |
| 6              | Willy In 't Ven        | Bianchi-Campagnolo     |      |
| 7              | Franky De Gendt        | IJsboerke-Colnago      |      |
| 8              | Ludo Peeters           | IJsboerke-Colnago      |      |
| 9              | Willy Teirlinck        | Gitane-Campagnolo      |      |
| 10             | Geert Malfait          | Frisol-Gazelle-Thirion |      |

1959 · 1960 · 1961 · 1962 · 1963 · 1964 · 1965 · 1966 · 1967 · 1968 · 1969 · 1970 · 1971 · 1972 · 1973 · 1974 · 1975 · 1976 · 1977 · 1978 · 1979 · 1980 · 1981 · 1982 · 1983 · 1984 · 1985 · 1986 · 1987 · 1988 · 1989 · 1990 · 1991 · 1992 · 1993 · 1994 · 1995 · 1996 · 1997 · 1998 · 1999 · 2000 · 2001 · 2002 · 2003 · 2004 · 2005 · 2006 · 2007 · 2008 · 2009 · 2010 · 2011 · 2012 · 2013 · 2014 · 2015 · 2016 · 2017 · 2018 · 2019 · 2020 · 2021 · 2022 · 2023 · 2024 · 2025